# Samsung Galaxy J5
Samsung Galaxy J5 - это Android-смартфон производства Samsung Electronics. Он был представлен и выпущен в июне 2015 года. Он оснащен Qualcomm Snapdragon 410 SoC, которая поддерживается 1,5 ГБ ОЗУ и имеет 64-битный процессор.
Он оснащен 13 мегапиксельной задней камерой со светодиодной вспышкой, диафрагмой f/1.9, автофокусом и 5  мегапиксельной широкоугольной фронтальной камерой, которая может раскрываться до 120°, она также оснащена светодиодной вспышкой..

## Спецификации

### Оборудование
Телефон работает на базе Qualcomm Snapdragon 410 SoC, который имеет 1,2 ГГц процессор, Adreno 306 GPU и 1,5 ГБ RAM с 8 ГБ внутренней памяти и аккумулятором емкостью 2600 mAh. Модель J500G оснащена аккумулятором емкостью 2100 mAh. Samsung Galaxy J5 оснащен 5-дюймовым HD дисплеем. Super AMOLED дисплеем. В южнокорейском варианте добавлена поддержка T-DMB и Smart DMB.
Согласно приложению BLE Checker, телефон поддерживает устройства Bluetooth Low Energy..

### Программное обеспечение
Телефон поставляется с Android 5.1.1 Lollipop и обновляется до Android 6.0.1 Marshmallow. Он поддерживает 4G LTE с поддержкой 4G и Voice over LTE с двумя SIM-картами. Он также поддерживает Samsung Knox. В 2016 году он получил обновление для поддержки режима Samsung S-Bike Mode.
| Модель    | Дата                | Регионы                                                                               |
| --------- | ------------------- | ------------------------------------------------------------------------------------- |
| SM-J500F  | 13 июня 2016 г.     | Индия, США и Турция                                                                   |
| SM-J500M  | 26 июня 2016 г.     | Панама, Колумбия, Аргентина, Бразилия и Боливия                                       |
| SM-J500H  | 12 июля 2016 г.     | Россия, Венесуэла и Украина                                                           |
| SM-J500Y  | 21 сентября 2016 г. | Новая Зеландия                                                                        |
| SM-J500FN | 26 сентября 2016 г. | Великобритания, Испания, Италия, Кипр, Германия, Португалия, Франция, Чехия и Австрия |

Для устройства существует неофициальная Android 7.1.1 Nougat, основанная на официальной прошивке Samsung для SM-A530F..

## Смотрите также
- Samsung Galaxy
- Samsung
- Android (операционная система)